# Kolonia Przylądkowa Afryki na Letnich Igrzyskach Olimpijskich 1908
Kolonię Przylądkową na IV Letnich Igrzyskach Olimpijskich w roku 1908 w Londynie reprezentowało 14 zawodników (sami mężczyźni), startujących w czterech dyscyplinach. Był to drugi występ reprezentacji Kolonii Przylądkowej na igrzyskach olimpijskich. Reprezentanci tego kraju zdobyli pierwsze dwa medale: złoty i srebrny.

## Zdobyte medale
| Medal  | Zawodnik         | Dyscyplina    | Konkurencja            | Rezultat |
| ------ | ---------------- | ------------- | ---------------------- | -------- |
| Złoto  | Reggie Walker    | Lekkoatletyka | bieg na 100 m mężczyzn | 10,8     |
| Srebro | Charles Hefferon | Lekkoatletyka | maraton mężczyzn       | 2:56:06  |

## Skład kadry

### Kolarstwo
| Konkurencja | Zawodnik                       | Eliminacje                                                | Eliminacje           | Eliminacje | Półfinały | Półfinały            | Półfinały            | Finał          | Finał          | Finał          | Pozycja        |
| Konkurencja | Zawodnik                       | Przeciwnik                                                | Czas                 | Miejsce    | Przeciwnik | Czas                 | Miejsce              | Przeciwnik     | Czas           | Miejsce        | Pozycja        |
| ----------- | ------------------------------ | --------------------------------------------------------- | -------------------- | ---------- | --- | -------------------- | -------------------- | -------------- | -------------- | -------------- | -------------- |
| 660 jardów  | Philip Freylinck               | Albert Denny André Auffray                                | b.d                  | 3.         | Nie awansował | Nie awansował        | Nie awansował        | Nie awansował  | Nie awansował  | Nie awansował  | Nie awansował  |
| 660 jardów  | Floris Venter                  | Bruno Götze Georges Perrin                                | 1:03,2               | 1.         | Clarence Kingsbury William Bailey Émile Demangel | b.d                  | 4.                   | Nie awansował  | Nie awansował  | Nie awansował  | Nie awansował  |
| 660 jardów  | Thomas Passmore                | Paul Texier                                               | b.d                  | 2.         | Nie awansował | Nie awansował        | Nie awansował        | Nie awansował  | Nie awansował  | Nie awansował  | Nie awansował  |
| 660 jardów  | Frank Shore                    | Maurice Schilles                                          | Nie ukończył wyścigu | 2.         | Nie awansował | Nie awansował        | Nie awansował        | Nie awansował  | Nie awansował  | Nie awansował  | Nie awansował  |
| 5000 m      | Thomas Passmore                |                                                           |                      |            | André Poulain Gerard Bosch van Drakestein Willie Magee Paul Texier | b.d                  | 4.                   | Nie awansował  | Nie awansował  | Nie awansował  | Nie awansował  |
| 5000 m      | Philip Freylinck               |                                                           |                      |            | André Auffray Hermann Martens William Morton Bruno Götze | b.d                  | 3.                   | Nie awansował  | Nie awansował  | Nie awansował  | Nie awansował  |
| 5000 m      | Floris Venter                  |                                                           |                      |            | Maurice Schilles Charles Clark William Anderson Guillaume Coeckelberg Richard Katzer Georges Perrin | b.d                  | 4-7.                 | Nie awansował  | Nie awansował  | Nie awansował  | Nie awansował  |
| 5000 m      | Frank Shore                    |                                                           |                      |            | Benjamin Jones Karl Neumer Cesare Zanzottera Georgius Damen Max Götze Gaston Delaplane Richard Villepontoux Joe Lavery | b.d                  | 4-9.                 | Nie awansował  | Nie awansował  | Nie awansował  | Nie awansował  |
| 20 km       | Thomas Passmore                |                                                           |                      |            | Benjamin Jones George Cameron Octave Lapize Henri Baumler Johannes van Spengen Pierre Hostein Alwin Boldt William Lower | 32,39:4              | 3.                   | Nie awansował  | Nie awansował  | Nie awansował  | Nie awansował  |
| 20 km       | Floris Venter                  |                                                           |                      |            | Clarence Kingsbury Charles Brooks Walter Andrews Georges Lutz Gerard Bosch van Drakestein Jean van Benthem Paul Schulze | 32:34,4              | 3.                   | Nie awansował  | Nie awansował  | Nie awansował  | Nie awansował  |
| 20 km       | Frank Shore                    |                                                           |                      |            | Louis Weintz Harry Young Herbert Bouffler Max Triebsch Henri Cunault Dorus Nijland Frederick Hamlin | 33:40,0              | 2.                   | Nie awansował  | Nie awansował  | Nie awansował  | Nie awansował  |
| 100 km      | Thomas Passmore                |                                                           |                      |            | Leon Meredith Charles Bartlett Gustaf Westerberg Octave Lapize Walter Andrews William Pett Charles Denny Harry Young Cesare Zanzottera Charles Avrillon H. Cunault Bruno Götze Pierre Hostein Robert Jolly Jean Madelaine Guglielmo Malatesta Hermann Martens Guillaume Coeckelberg Dorus Nijland David Noon Battista Parini William Morton Paul Schulze Max Triebsch Louis Weintz | Nie ukończył wyścigu | Nie ukończył wyścigu | Nie awansował  | Nie awansował  | Nie awansował  | Nie awansował  |
| tandemy     | Philip Freylinck Floris Venter | John Matthews Leon Meredith, Gaston Dreyfus André Poulain | b.d                  | 3.         | Nie awansowali | Nie awansowali       | Nie awansowali       | Nie awansowali | Nie awansowali | Nie awansowali | Nie awansowali |

### Lekkoatletyka
- Reggie Walker - bieg na 100 m - 1. miejsce,
- Eddie Duffy - bieg na 100m - odpadł w eliminacjach; bieg na 200 m - odpadł w eliminacjach,
- Bertie Phillips - bieg na 100 m - odpadł w eliminacjach,
- Charles Hefferon - bieg na 5 mil - 4. miejsce; maraton - 2. miejsce,
- James Mitchell Baker - maraton - nie ukończył biegu,
- Doug Stupart - bieg na 110 m przez płotki - odpadł w eliminacjach, trójskok - 10. miejsce

### Szermierka
| Konkurencja | Zawodnik     | 1 runda                                                                                                | 1 runda | 2 runda       | 2 runda       | Półfinały     | Półfinały     | Finał         | Finał         | Pozycja |
| Konkurencja | Zawodnik     | Przeciwnik                                                                                             | Wynik   | Przeciwnik    | Wynik         | Przeciwnik    | Wynik         | Przeciwnik    | Wynik         | Pozycja |
| ----------- | ------------ | --- | ------- | ------------- | ------------- | ------------- | ------------- | ------------- | ------------- | ------- |
| szpada      | Walter Gates | Vlastimil Lada-Sázavský Charles Collignon Pietro Speciale Johan van Schreven Fritz Jack Herbert Sander | P P W P | Nie awansował | Nie awansował | Nie awansował | Nie awansował | Nie awansował | Nie awansował | 6.      |
| szabla      | Walter Gates | Marcello Bertinetti Bertrand Marie de Lesseps Robert Krünert Charles Wilson Béla Zulawszky             | P       | Nie awansował | Nie awansował | Nie awansował | Nie awansował | Nie awansował | Nie awansował | 6.      |

### Tenis ziemny
| Konkurencja | Zawodnik                       | 1 runda          | 2 runda                               | 3 runda                                         | Ćwierćfinały                                                | Półfinały                                                 | Finał            | Miejsce |
| Konkurencja | Zawodnik                       | Przeciwnik Wynik | Przeciwnik Wynik                      | Przeciwnik Wynik                                | Przeciwnik Wynik                                            | Przeciwnik Wynik                                          | Przeciwnik Wynik | Miejsce |
| ----------- | ------------------------------ | ---------------- | ------------------------------------- | ----------------------------------------------- | ----------------------------------------------------------- | --------------------------------------------------------- | ---------------- | ------- |
| Singiel (m) | John P. Richardson             |                  | Roelof van Lennep W 3:0 (6:2,6:4.6:3) | James Foulkes W 3:0 (6:2,6:4,6:3)               | Charles Brown W 3:0 (6:3,6:1,6:0)                           | Otto Froitzheim P 1:3 (6:2,1:6,4:6,4:6)                   | Nie awansował    | 4.      |
| Singiel (m) | Victor Gauntlett               |                  | Josiah Ritchie P 0:3 (1:6,4:6,1:6)    | Nie awansował                                   | Nie awansował                                               | Nie awansował                                             | Nie awansował    | 16.     |
| Singiel (m) | Harold Kitson                  |                  | wolny los                             | George Caridia P 0:3 (1:6,3:6,1:6)              | Nie awansował                                               | Nie awansował                                             | Nie awansował    | 16.     |
| debel (m)   | Harold Kitson Victor Gauntlett |                  |                                       | Bohuslav Hykš Karel Robetín W 3:0 (6:0,6:4,6:3) | Otto Froitzheim Heinrich Schomburgk W 3:1 (3:6,6:2,7:5,6:3) | Charles Dixon Clement Cazalet P 2:3 (2:6,7:5,6:2,3:6,3:6) | Nie awansowali   | 4.      |